# Natalia Kobrynska
Natalia Коbrynska (en ucraniano: Наталія Кобринська) (8 de junio de 1855, Raión de Sniatyn — 22 de enero de 1920, Boléjiv) fue una escritora ucraniana, organizadora y precursora del movimiento feminista en Ucrania.

## Biografía

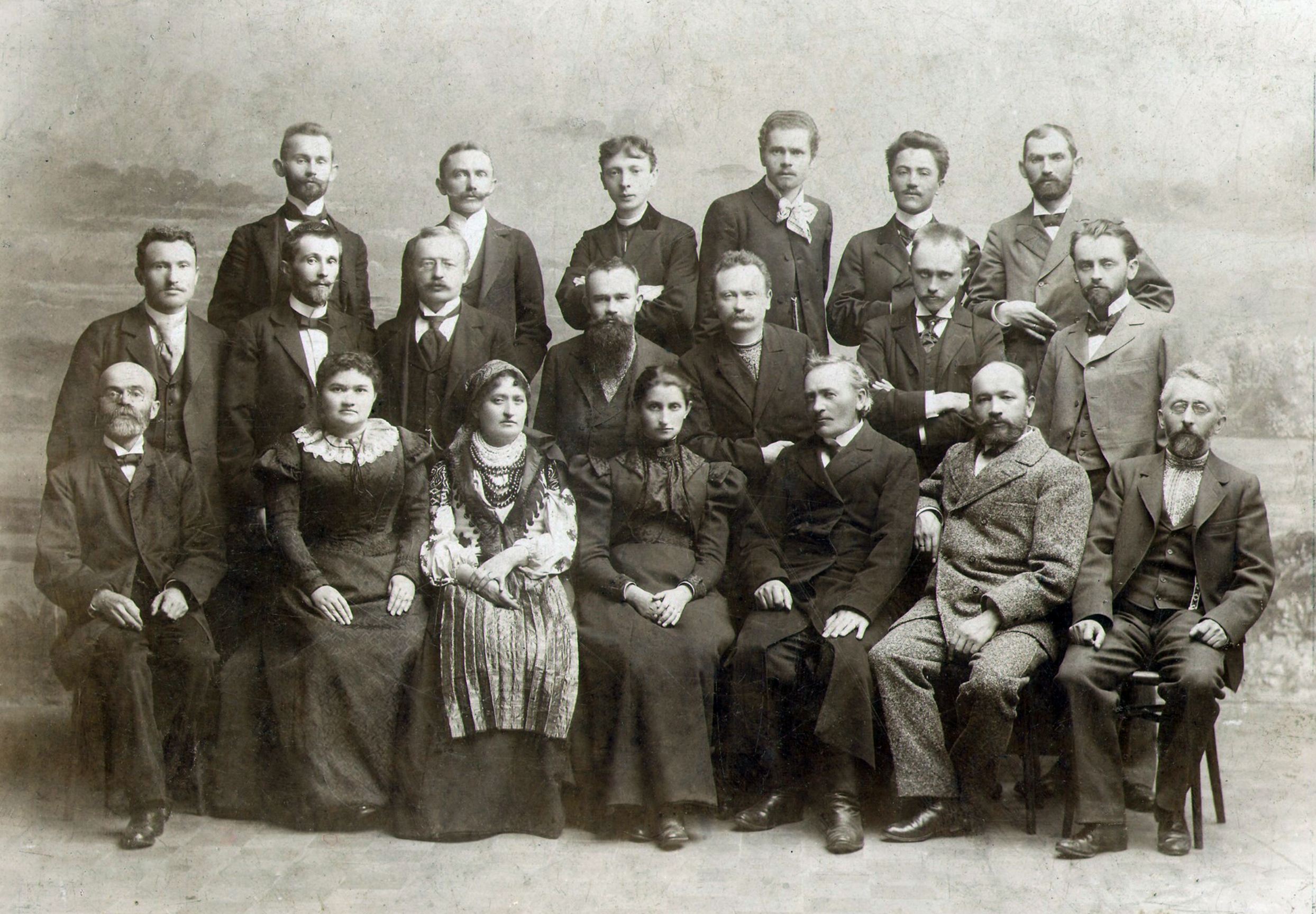
Participantes del congreso de escritores ucranianos en Lviv en ocasión del 100 aniversario de la publicación de Энеиды por Kotlyarevsky (Котляревского) 1898. En primera fila: Mikhail Pavlik, Yevgenia Yaroshinskaya, Natalia Kobrynska, Olga Kobylianska, Sylvester Lipky, Andrei Tchaikovsky, Konstantin Pankivsky. En segunda fila: Ivan Kopach, Vladimir Hnatyuk, Osip Makovei, Mikhail Grushevsky, Iván Frankó, Alexander Kolessa, Bogdan Lipky. En tercera fila: Ivan Petrushevich, Filaret Kolessa, Iosif Kishakevich, Ivan Trush, Denis Lukyanovich, Nikolai Ivasiuk.

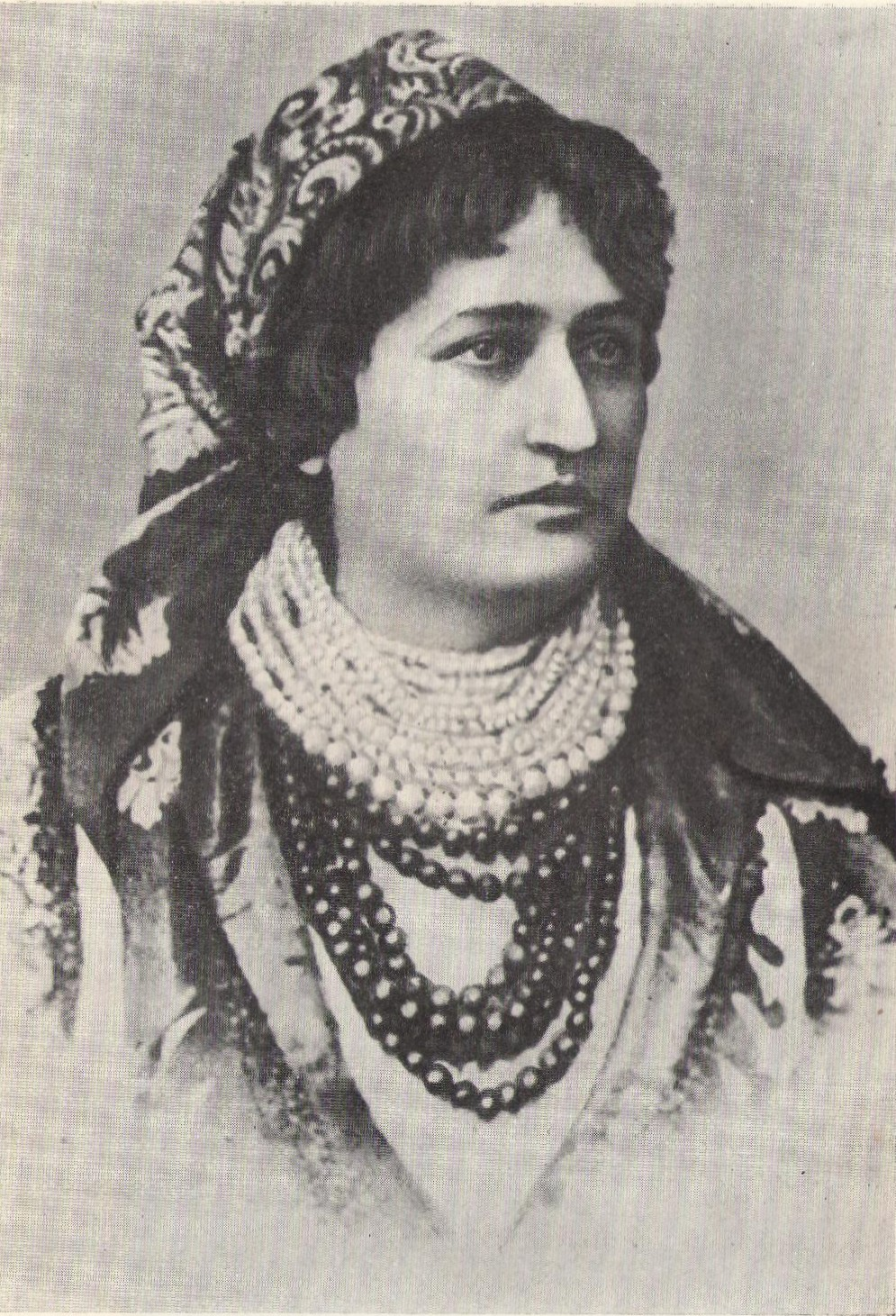
Natalia Кobrynska, 1900.

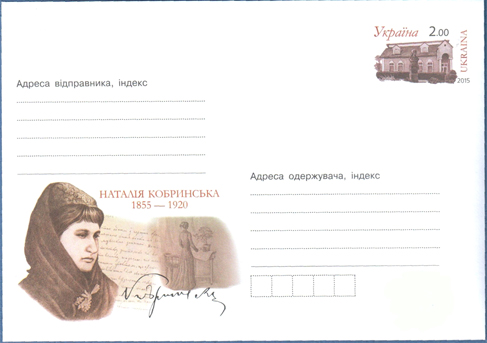
Sobre dedicado al 160 aniversario del nacimiento de Natalia Kobrynska.

Nació el 8 de junio de 1855, en el Raión de Sniatyn (ahora en el Óblast de Ivano-Frankivsk, Ucrania, entonces Reino de Galitzia y Lodomeria, Austria-Hungría) en la familia de un sacerdote de la Iglesia greco-católica ucraniana donde se respetaban las tradiciones nacionales y culturales.
En aquella época a las mujeres no se les permitía continuar su educación más allá del nivel elemental y por lo tanto continuaban su educación principalmente en el hogar. Estudió varios idiomas: alemán, francés, polaco y ruso. En 1871, se casó con Theofil Kobrynsky. Murió unos años más tarde y se vio obligada a regresar a Boléjiv para vivir con sus padres.
Kobrynska fue a Viena con su padre, donde conoció a Iván Frankó, quien la animó a asumir la tarea de mejorar la situación de las mujeres ucranianas y alentarlas a buscar la igualdad con los hombres. En 1884, organizó el Tovarystvo Rus'kykh Zhinok (Asociación de Mujeres ucranianas) para educar a las mujeres a través de la literatura y promoviendo discusiones sobre los derechos de las mujeres. En 1890 formó parte de una delegación que presionó al Ministro de Educación para que las mujeres asistieran a la universidad. También abogó por el sufragio universal, la guardería y las cocinas comunitarias.
Su mayor influencia fue el publicista y crítico Ostap Terletsky, amigo de Iván Frankó. En el año 1883 apareció el relato Шумінська Shuminska (nombre posterior Дух часу, en español El espíritu del tiempo),  y un año más tarde Por un trozo de pan (Задля кусника хліба). Fue entonces cuando Kobrynska entendió que la meta de su vida era la realización y desarrollo de sus ideas feministas a través de la literatura. Iván Frankó llegó a insistirle en que sus trabajos periodísticos no tendrían tanto efecto en el desarrollo del espíritu femenino como sus obras literarias.
Su abuelo, Ivan Hryhorović Ozarkević (1795–1854), fue conocido por popularizar las obras de los escritores ucranianos en Galizia. Precursor del teatro ucraniano a nivel aficionado, autor y director de escena.
Su padre, Ivan Ivanović Ozarkević (en idioma ucraniano: Іван Іванович Озаркевич) (1826–1903) fue una figura pública, diputado del parlamento astrohúngaro (Consejo Imperial) y escribía poemas. Su madre, Teofilia Danilіvna Okunevska (en idioma ucraniano: Теофілія Данилівна Окуневська). Sofía Okunevska, prima hermana, que después de la muerte de su madre vivió con la familia Ozarkević.
En mayo de 1886 participó en la boda de Michael y Katerina Hrushevska (en idioma ucraniano: Катерина Михайлівна Грушевська) en la localidad de Skala-Podilska.
Kobrynska formó parte del origen del feminismo ucraniano trabajando contra el sexismo y desde la igualdad, la construcción y la creatividad. Kobrynska se convirtió en la iniciadora de la primera editorial de mujeres ucranianas bajo el nombre de La Primera Corona (Перший вінок) sentando las bases de las revistas femeninas editadas y publicadas por mujeres. Se publicó en 1889 en Lviv editada por Olena Pchilka y Natalia Kobrynska. La editorial produjo tres números del almanaque femenino llamado Nuestro Destino (Nasha dolya).
Al crear la publicación lograron atraer a las mejores voces creativas de mujeres tanto del Dnieper de Ucrania como en Galizia: Olena Pchilka, Lesya Ukrainka, Dniprova Chayka, Liudmyla Starytska-Cherniakhivska, Anna Pavlik, Olga-Alexandra Porfyrivna Bazhanska Ozarkević y otras muchas.
La publicación de la Primera Corona fue posible gracias a las donaciones privadas y el apoyo financiero de Olena Pchilka. Kobrynska desarrolló una vida pública implicándose socialmente al organizar la recogida de firmas luchando por los derechos de las mujeres a estudiar en universidades y gimnasios.
Entre los años 1893 y 1896 Kobrynska se dedicó a la edición de la editorial Women's Business (en idioma ucraniano: Жіноча справа). Para favorecer su labor, Kobrynska se trasladó a Lviv, donde creía que habría mejores condiciones para desarrollar sus ideales feministas. Murió el 22 de enero de 1920 de tifus epidémico.

## Las fuentes y la literatura
- В. І. Кізченко. Кобринська Наталія Іванівна // Енциклопедія історії України : у 10 т. / редкол.: В. А. Смолій (голова) та ін. ; Інститут історії України НАН України. — К. : Наук. думка, 2007. — Т. 4 : Ка — Ком. — С. 373. — ISBN 978-966-00-0692-8.
- Т. І. Гундорова. Кобринська Наталія Іванівна // Енциклопедія сучасної України : у 30 т. / ред. кол. І. М. Дзюба [та ін.] ; НАН України, НТШ, Координаційне бюро енциклопедії сучасної України НАН України. — К., 2003–2016. — ISBN 944-02-3354-X.

### Literatura
- El molinero, a. la Vejez y el envejecimiento en la práctica de la carta de natalia Кобринской // Ucrania de la Modernidad. — 23.09.2016
- Денисюк es decir Поборница progreso /es decir Денисюк; Porque el krill // Кобринская N. Es Decir Selecc. composición /N.Y Кобринская.- K., 1980. — C. 5-20.
- Жовтуля, es decir, De la literatura hasta feminismo / es decir Жовтуля // Modernidad, 2002.  — N.º 11. — C. 84-89.
- Качкан S. a. Верховинная estética: el toque final a la vert. Natalia Кобринской // En Качкан. A. Ucraniano народоведение en los nombres de: 2 h. / Por redacción de a. De. Moskalenko / D. A. Качкан. — K., 1994. — C. 143-151.
- F Погребенник. Tres фотопортреты natalia Кобринской / F. Погребенник // Cl. Y de momento, 1995.  — N.º 5/6. — C. 31-32.
- Кобринская Natalia Ivánovna: (8.Y1.1855-22.1.1920) // Ucraniano literaria de la enciclopedia: 5 es / )..: Y. a. Дзеверін (cte.ed.). — K., 1990. — Es 2. — C. 505-506.
- Кобринская natalia ivanovna (8.06.1855-22.01.1920) // Ucraniano Periodismo en los nombres de //Por redacción de Metros Cuadrados Романюка; Передм. El Siglo Качкана. — L., 1994. — Vol. 1. — C. 95-97.